# Métalloprotéinase matricielle
Les métalloprotéases matricielles (MMP) sont des protéases, enzymes protéolytiques caractérisées par la présence d’un  ion Zn2+ lié à 3 résidus histidine, au niveau de leur site catalytique.
Elles ont des rôles dans la modification de la matrice extracellulaire (MEC) ; il existe environ 23 MMP chez l’humain codées par des gènes différents et produites par de nombreux types cellulaires.

## Familles de métalloprotéases matricielles
Il existe plusieurs types de MMP.
| MMP-1 – 8 – 13   | Collagénase 1, 2 et 3             |
| MMP-2 - 9        | Gélatinase A et B                 |
| MMP-3 - 10       | Stromélysine 1 et 2               |
| MMP-7 - 26 - 11  | Matrilysine 1, 2 et 3             |
| MMP-12           | Emastase élastase des macrophages |
| MMP-14 - 16 - 24 | MMP transmembranaires             |
| MMP-17 - 25      | MMP membranaires à ancre GPI      |
| MMP-20           | Enamélysine                       |
| MMP-23           | CA-MMP                            |
| MMP-28           | Epilysine                         |

## Caractéristiques
Ils comportent une structure homologue, avec 40 à 60 % de similarité de séquences en acides aminés (gène ancestral commun), un ion Zn2+ dans leur site catalytique.
Ils sont synthétisés et sécrétés sous forme de proenzymes inactives. L'activation se fait dans le milieu extracellulaire par protéolyse qui détache le propeptide à l'extrémité N-terminale de la molécule et libère le site actif. Les peptidases activatrices sont nombreuses : plasmine, kalikréine, élastase, ou encore les MMP elles-mêmes.
Elles peuvent dégrader les composants de la matrice extracellulaire à pH physiologique. Ce sont des enzymes spécifiques.
Elles sont inhibées par l’α-macroglobuline et par des protéines inhibitrices telles que TIMP « Tissue Inhibitors of Matrix Metalloprotease », ils forment des complexes non covalents avec l’enzyme sous sa forme active. Les TIMP sont également des facteurs de croissance pour de nombreux types cellulaires .

## Fonctions des MMP
Dans l’ensemble les métalloprotéases peuvent dégrader tous les composants de la matrice extra-cellulaire, et doivent donc être régulées finement. Elles sont en général peu exprimées dans les tissus sains, mais leur expression augmente lors des processus de remodelage tissulaire physiologique ou pathologique sous l’effet de facteurs capables de moduler l’expression  de leurs gènes (IL-1, TNFα, prostaglandine, lésion cellulaire…). Dans ces conditions, elles participent à divers phénomènes comme l’angiogenèse, la réparation tissulaire, l’embryogenèse ou encore la cicatrisation cutanée.
Les métalloprotéases peuvent également être associées à certaines maladies. Une augmentation trop importante de leur expression et donc une activité protéolytique accrue entraîne des déséquilibres tissulaires tout comme une trop faible expression qui entraîne une accumulation de matrice extra-cellulaire. Elles sont notamment impliquées dans les maladies cardiovasculaires (athérosclérose), des maladies digestives tumorales ou chroniques inflammatoires (Maladie de Crohn, rectocolite ulcéro-hémorragique). 

### Cicatrisation
Lors de la cicatrisation,,, les kératinocytes se détachent de la matrice extracellulaire et doivent se déplacer pour combler la plaie. Ces cellules de l’épiderme migrent le long d’une matrice provisoire. Les différentes phases de la cicatrisation mettent en jeu de nombreux acteurs comme, les cytokines, des facteurs de croissance et des enzymes comme les métalloprotéases. Ils vont tous collaborer pour la restauration tissulaire et matricielle. Au cours de la cicatrisation, les principales MMP impliquées sont les MMP-1, 2 et 9.
Les MMP jouent un rôle important dans les premières phases de la cicatrisation. Elles vont être synthétisées par des cellules épidermiques, dermiques et sanguines afin de dégrader de manière contrôlée la matrice extracellulaire lysée et permettre la migration des kératinocytes.  
Pour que la cicatrisation se déroule normalement et rapidement il faut toujours que l’équilibre entre les métalloprotéases et leurs inhibiteurs, les TIMP, soit maintenu. Lorsque les concentrations en MMP deviennent supérieures à celles des TIMP il y a une cicatrisation retardée voire aucune cicatrisation, ce qui va entrainer l’évolution vers une plaie chronique. On trouve systématiquement au niveau de plaies chroniques des concentrations en MMP très élevées, en particulier la MMP-1, et des concentrations faibles en TIMP-1. On observe ainsi des augmentations de MMP-1 dans différents types de plaies chroniques comme les ulcères, les escarres et les plaies du pied diabétique. Ces MMP-1 vont dégrader le collagène de la matrice extracellulaire, mais également dégrader les facteurs de croissance ce qui va empêcher la stimulation de la cicatrisation. 
Pour que la cicatrisation reprenne il faut rétablir l’équilibre entre les MMP, les TIMP et les facteurs de croissance.

### Athérome
Les métalloprotéases jouent un rôle dans la déstabilisation de la plaque d'athérome. Leur concentration est augmentée aux endroits les plus fragiles de la plaque, notamment à la partie directement contre le flux sanguin. En cas de syndrome coronarien aigu, le taux est augmenté dans la plaque et une métalloprotéase (pregnancy-associated plasma protein A ou PAPP-A) est alors détectable dans le sang.